# Fashionistas Safado: Berlin
Fashionistas Safado: Berlin, также Fashionistas 3 — американский порнофильм 2007 года режиссёра Джона Стальяно, снятый на студии Evil Angel, продолжение фильмов Fashionistas и Fashionistas Safado: The Challenge.

## Сюжет
Антонио (Рокко Сиффреди) отправляется в Берлин, чтобы узнать больше о садомазо-мире зловещего Сафадо (Начо Видаль). Он следует за интригующей Вайолет (Кацуми), пытаясь узнать о ней больше, одновременно узнавая много нового о себе и своей сексуальности. Джесси (Белладонна) наблюдает за развитием Антонио издалека. Лорен (Мелисса Лорен) и Сафадо открывают грани друг друга, в то время как Антонио участвует в сцене с четырьмя доминирующими, сильными сексуальными женщинами. Кто завоюет преданность Вайолет? Что Антонио обнаружит в недрах берлинского садомазо и вернётся ли он к Джесси?

## В ролях[1]
- Белладонна
- Рокко Сиффреди
- Katsumi
- Мануэль Феррара
- Мелисса Лорен
- Начо Видал
- Тришия Деверо
- Стив Холмс
- Аннетт Шварц

## Список сцен
1. Katsuni, Мелисса Лорен, Сара Сунн, Синтия Стоун, Джаз Дуро, Джоаким Кессеф, Стив Холмс
2. Katsuni, Мелисса Лорен, Начо Видал
3. Аннет Шварц, Мелисса Лорен
4. Dominique Insomnia, Jagdelfe, Мелани
5. Аннет Шварц, Джудит Фокс, Синтия Стоун, Ванесса Хилл, Рокко Сиффреди
6. девушка, Сара Сунн, Стефани Ван Эктен
7. Тришия Деверо, Джаз Дуро
8. Крисси, Катя Луис
9. Katsuni, Мелисса Лорен, Леди Лу, Саймон Таур
10. Аннет Шварц, Чери, Крисси, Дуня Монтенегро, девушки, Джудит Фокс, Катя Луис, Сара Сунн, Синтия Стоун, Ванесса Хилл, Даблстоун, Фаш, парни, Джаз Дуро, Иоахим Кессеф, Начо Видал, Стив Холмс
11. Katsuni, Мелисса Лорен, Начо Видал
12. Аннет Шварц, Джудит Фокс, Синтия Стоун, Ванесса Хилл, Начо Видал
13. Katsuni, Мелисса Лорен, Рокко Сиффреди
14. Белладонна, Рокко Сиффреди

## Премии и номинации[1]
- 2008 XBIZ Award номинация — полнометражный фильм года
- 2008 AVN Awards:

победы:
- лучшая арт-режиссура — видео (Evil Angel Video)
- лучший режиссёр — видео (Джон Стальяно)
- лучший монтаж — видео (Джон Стальяно)
- лучшая сцена группового секса — видео (Аннет Шварц, Синтия Стоун, Джудит Фокс, Рокко Сиффреди и Ванесса Хилл
- Best High-Definition Production (Evil Angel Video)
- лучшая сцена триолизма (Katsuni, Мелисса Лорен и Рокко Сиффреди)

номинации
- лучшая сцена орального секса (Беладонна)
- лучший актёр — видео (Рокко Сиффреди)
- лучшая парная сцена — видео (Мелисса Лорен и Начо Видал)
- Best DVD Extras (Evil Angel Video)
- лучшая сцена группового секса (Джазз Дуро, Стив Холмс, Джоаким Кессеф, Мелисса Лорен и Сара Сан)
- лучшая музыка (Evil Angel Video)
- лучшая онлайн маркетинговая кампания — индивидуальный проект (Evil Angel Video)
- лучший актёр второго плана — видео (Начо Видал)
- лучшая актриса второго плана — видео (Katsuni)
- лучшее полнометражное видео (Evil Angel Video)
- лучшая видеография (Джон Стальяно)